# Elton's Song
Elton's Song è un brano composto ed interpretato dall'artista britannico Elton John; il testo è opera di Tom Robinson.

## Il brano
Esso proviene dall'album The Fox del 1981, pur essendo stata registrata nel 1979. Musicalmente parlando, si presenta come una ballata sinfonica, cupa e malinconica, in linea con il testo di Robinson. Nella canzone si parla infatti dell'amore omosessuale che un ragazzo prova nei confronti di un coetaneo, ma non può esternarlo, e questo gli causa sofferenza. Il testo del brano (letteralmente La canzone di Elton) non è riferito al pianista di Pinner; il paroliere l'ha intitolato in questa maniera in quanto era stato commissionatogli da John. La melodia è dominata dal pianoforte di Elton e dai sintetizzatori, suonati da James Newton Howard; il ritornello mette in evidenza l'effetto della sincope. Di Elton's Song (così come pure per tutte le altre tracce dell'LP) è stato creato un videoclip: esso fu girato in una scuola (diretto da Russell Mulcahy e scritto da Keith Williams) e non fu mai mostrato in televisione a causa dei contenuti trattati. Anche i giornali contribuirono a creare controversie varie, ed Elton's Song fu censurata in molte nazioni. Rimane in ogni caso molto lodata dalla critica, così come tutto l'album di provenienza.